# Talg Gorge
Talg Gorge är en dal i Antarktis. Den ligger i Östantarktis. Australien gör anspråk på området. Talg Gorge ligger vid sjön Crooked Lake.